# 巴南区
巴南区（はなんく）は中華人民共和国重慶市に位置する市轄区。

## 歴史
西周から戦国時代にかけては巴国の地であった。前316年（慎靚王5年）、秦が巴国を滅ぼし、前314年（赧王元年）に巴国旧域に県を設置し、巴南地区には巴郡江州県が設置された。
487年（永明5年）、南朝斉は江州県を墊江県に、561年（保定元年）には北周により巴県に改称され、枳県と統合された。
隋代は渝州巴郡、唐代は渝州南平郡、宋代は恭州重慶府、元代は重慶路、明清代は重慶府の管轄となった。辛亥革命後は重慶蜀軍政府の管轄となり、1912年に川東道（後に東川道）、1928年に四川省の管轄に改編された。
中華人民共和国が成立すると川東区巴県専区、後に壁山専区の管轄とされたが、1951年に重慶市の管轄となった。1953年2月からは一時四川省江津専区に改編されたが、1958年に再び重慶市の管轄となった。
1994年12月17日、巴県より巴南区に昇格し現在に至る。

## 行政区画
下部に8街道、14鎮を管轄する。
- 街道
  - 魚洞街道、竜洲湾街道、花渓街道、李家沱街道、南泉街道、一品街道、南彭街道、恵民街道
- 鎮
  - 界石鎮、安瀾鎮、聖灯山鎮、木洞鎮、双河口鎮、麻柳嘴鎮、豊盛鎮、二聖鎮、東温泉鎮、姜家鎮、天星寺鎮、接竜鎮、石灘鎮、石竜鎮

## 交通

### 鉄道
- 中国国家鉄路集団
  - 渝黔都市間鉄道（中国語版）
    - 巴南駅
- 重慶軌道交通
  - 2号線
  - 3号線

### 道路
- 高速道路
  -  包茂高速道路
  -  蘭海高速道路
  -  重慶環状高速道路（中国語版）
  -  石渝高速道路（中国語版）
  -  渝筑高速道路（中国語版）
  -  南両高速道路
- 国道
  - G210国道
  - G348国道（中国語版）

## 健康・医療・衛生
- 重慶市第七医院
- 巴南区人民医院
- 巴南区第二人民医院
- 巴南区中医院